# Israel Kamakawiwoʻole
Israel „IZ” Kaʻanoʻi Kamakawiwoʻole (pronunție hawaiiană: [kaˌmakaˌʋiwoˈʔole]; n. 20 mai 1959, New York City, New York, SUA – d. 26 iunie 1997, Hawaii, SUA) a fost un muzician hawaiian.
A ajuns să fie cunoscut în afara Hawaiiului după lansarea albumului Facing Future, în 1993. Medley-ul Over the Rainbow / What a Wonderful World a fost folosit ulterior în mai multe filme, în programe de televiziune și în spoturi TV.

## Biografie

### Începuturi
Israel Kamakawiwoʻole a devenit cunoscut în 1993, odată cu lansarea albumului Facing Future, iar apoi, piesele sale Somewhere over the Rainbow și What a Wounderful World au fost preluate ca fond sonor pentru numeroase reclame, filme și programe de televiziune. Alintat de către fani Iz, Israel întemeiază la doar 11 ani o formație cu fratele său mai mare Skippy și cu vărul său Thornton Allen, formație ce se va destrăma în 1976, datorită mutării pe continent. În acel an, îi întâlnește pe Louis “Moon” Kauakahi, Sam Gray, și Jerome Koko și, împreună cu fratele său Skippy, formează trupa Makaha Sons of Niʻihau, cu care susține spectacole în Hawaii și în alte state din SUA. În cadrul acestei formații, în perioada 1976 – 1980, Iz câștigă tot mai multă popularitate, lansând 15 albume de succes. În 1982, fratele său Skippy moare în urma unui atac de cord, fapt care îl marchează profund pe Iz.
Din anul 1990, Iz se dedică carierei de solist, lansând în continuare noi albume și susținând concerte.

### Cariera artistică
Piesa Over the Rainbow / What a Wonderful World a fost inclusă în coloana sonoră a filmului Întâlnire cu Joe Black (Meet Joe Black) din 1998.

### Sfârșitul
Pe data de 26 iunie 1997, la vârsta de 38 de ani, Israel moare în urma unor probleme respiratorii și altor afecțiuni datorate obezității morbide de care suferea. În urma sa au rămas 4 albume lansate în timpul vieții și 4 albume postume.

## Discografie

### Albume
- Ka ʻAnoʻi (1990)
- Facing Future (1993)
- E Ala E (1995)
- N Dis Life (1996)
- Iz in Concert: The Man and His Music (1998)
- Alone in Iz World (2001)
- Wonderful World (2007)
- Over the Rainbow (2011)